# Monetazione del Latium
La monetazione del Latium riguarda le emissioni delle comunità presenti nel Latium adiectum. Le emissioni di Roma, che ricadono nello stesso territorio, sono affrontate nella monetazione romana. Tradizionalmente i numismatici trattano le monete delle comunità del Latium adiectum come parte della monetazione greca, nonostante siano in realtà monete battute da colonie di diritto latino. 

## Contesto
Esistono numerosi esempi di monetazione fusa, in gran parte riferibili a Roma. Oltre a Roma un altro centro che emette aes grave potrebbe essere Praeneste, cui forse appartiene un asse fusa con una testa di leone su un lato e una testa di cavallo nell'altro. Moltissime altre monete, tutte anepigrafi, sono riferibili a quest'area in base ai ritrovamenti, ma la loro provenienza puntuale non è identificabile.
Le coniazioni (monetazione al martello) sono del III secolo, dopo la deduzione delle varie colonie e sono strettamente legate alla monetazione romano-campana, cioè le prime emissioni romane che sono dello stesso periodo. Sono anche contemporanee alle emissioni delle colonie e dei socii presenti nella Campania settentrionale (Cales, Suessa, Teanum e altre) e nei bacini del Volturno (Aesernia) e del Garigliano.
Secondo Crawford, le coniazioni di Alba Fucens, Norba e Signia, sono datate verso il 280-275 a.C. e da collegare al pagamento delle truppe durante le guerre contro Pirro.

## Comunità
Alba Fucens
I romani dedussero una colonia di diritto latino nel 304 o 303 a.C., in una posizione strategica, su una collina appena a nord della via Tiburtina Valeria, probabilmente prolungata oltre Tibur in questo stesso periodo. 
Aquinum
Centro sulla via Latina, di cui restano significativi resti nei pressi del centro attuale.
Cora
Insediamento latino sui monti Lepini. L'attuale Cori insiste sul sito archeologico. 
Norba
Fortezza naturale sui monti Lepini, in vista della via Appia, presso l'attuale Norma. Nel 492 a.C. vi fu stabilita una colonia latina.
Signia
Si trova all'angolo nord-orientale dei monti Lepini, fuori della via Latina. Il centro moderno insiste sul sito archeologico. Nel 495 a.C. Tarquinio il Superbo vi stabilì una colonia latina.

## Alba Fucens
Alba Fucens conia esclusivamente monete d'argento, frazioni della dracma. L'etnico è in latino. Due tipi, forse emessi in seguito, sono anepigrafi. 
I valori coniati sono un diobolo, un obolo con tre varianti e un emiobolo.
Il diobolo ha al dritto la testa di Mercurio con un petaso alato. Al rovescio c'è un grifone in volo e l'etnico ALBA.
L'obolo ha tre varianti di cui una sola ha l'etnico (ALBA). I tipi raffigurati sono la testa di Minerva con l'elmo corinzio al dritto e un'aquila al rovescio.
L'emiobolo ha al dritto una testa femminile con berretto frigio e al rovescio un delfino e la legenda ALBA con scrittura retrograda.
La monetazione è legata alle guerre pirriche.

## Aquinum
Di Aquinum è nota un'unica moneta, un bronzo.
Al dritto è raffigurata la testa di Minerva e al rovescio un galletto con una stella accanto. L'etnico, AQVINO è a sinistra e con diverse varianti, alcune con scrittura retrograda.
Questo tipo è simile alle monete coniate nel III secolo in diverse città della Campania settentrionale (Cales, Suessa Aurunca, Caiatia, Telesia, Teanum ecc.), colonie romane o latine.
Queste coincidenze, la contemporanea presenza di monete di queste città nei tesori che ci sono giunti, accanto a quelle di Neapolis e Roma, le congruità stilistiche e altro, hanno spinto gli studiosi a ipotizzare una qualche forma di circolazione comune e l'esistenza di un'autorità comune per il controllo della monetazione..

## Cora
Di Cora ci è nota una moneta d'argento, un didracma.
La moneta presenta al dritto la testa laureata di Apollo volta verso sinistra; dietro un ramo di palma. 
Al rovescio c'è un cavaliere con pileo che corre verso destra; tiene la lancia volta in basso; sotto CORANO.
In un testo di metà del XIX secolo, di Gennaro Riccio, è citato un bronzo con i tipi di Apollo e il toro androprosopo, che in seguito è invece stato giudicato un errore nella lettura dell'etnico.

## Norba
Di Norba abbiamo un unico esemplare di moneta, un obolo d'argento rinvenuto sull'acropoli di Norba nell'area del tempio di Giunone, durante gli scavi archeologici condotti tra il 1901 e il 1903, assieme ad altre. La moneta pesa 0,67 g.
La moneta presenta al dritto la testa di Cerere volta a destra che indossa una corona di spighe. 
Al rovescio è rappresentata una corona di spighe e la legenda NOVR.
La monetazione è legata alle guerre pirriche.

## Signia
Da Signia abbiamo una moneta d'argento, un obolo.
Al dritto è raffigurata la testa di Mercurio, che indossa un petaso alato. In una variante dietro la nuca nuota un delfino e sotto il mento c'è un caduceo.
Al rovescio c'è una figura composta da una maschera di Sileno a sinistra e dalla testa di cinghiale a destra. Il significato di questo tipo non è chiaro. Sotto c'è l'etnico, SEIC. La scrittura con il dittongo e la lettera "g" scritta con "c" è tipica del periodo. 
Gli esemplari hanno un peso che varia tra i 0,5 e i 0,7 grammi.
La monetazione è legata alle guerre pirriche.

### Collezioni
- (EN) Joan E. Fisher (a cura di), SNG American Numismatic Society Part 1: Etruria-Calabria, New York, American Numismatic Society, 1969.
- (EN) Willy Schwabacher - Niels Breitenstin (a cura di), SNG Copenhagen, Vol. One: Italy, Sicily, Copenhagen, Danish National Museum, 1981.
- (FR) Anna Rita Parente (a cura di), SNG France, Vol. 6, Part 1: Italie (Étrurie-Calabre), Parigi, Bibliotèque Nationale de France / Numismatica Ars Classica, 2003, ISBN 2-7177-2232-7.